# Grofgestippelde platbek
De grofgestippelde platbek (Pipiza noctiluca) is een vliegensoort uit de familie van de zweefvliegen (Syrphidae). De wetenschappelijke naam van de soort is  gepubliceerd in 1758 door Linnaeus in de tiende editie van Systema naturae. 